# Pyykkisaari (ö i Päijänne-Tavastland)
Pyykkisaari är en ö i Finland. Den ligger i sjön Joutsjärvi och i kommunen Sysmä i den ekonomiska regionen  Lahtis ekonomiska region  och landskapet Päijänne-Tavastland, i den södra delen av landet, 160 km norr om huvudstaden Helsingfors. Öns area är 0,6 hektar och dess största längd är 210 meter i nord-sydlig riktning.